# Incidente di Carson Sink
Per incidente di Carson Sink si intende un supposto caso di avvistamento di UFO avvenuto negli Stati Uniti d'America nel 1952 da parte di due piloti militari. 

## Cronologia degli eventi
Il 24 luglio 1952 due piloti dell'USAF con il grado di tenente colonnello, John L. McGinn e John R. Barton, decollarono dalla base aerea di Hamilton in California diretti a Colorado Springs. Alle 15.40, mentre stavano sorvolando con il loro aereo B-25 la regione di Carson Sink in Nevada, i piloti avvistarono sulla loro destra tre velivoli che volavano in formazione a V. Essi pensarono che si trattasse di tre caccia F-86, ma la loro altitudine gli sembrò essere troppo bassa: in base ai regolamenti dell'aeronautica civile, quel tipo di aerei avrebbe dovuto volare ad una quota più alta. Avvicinandosi, Mc Ginn e Barton videro che non si trattava di F-86 né di alcun altro tipo di aereo conosciuto. I tre velivoli erano perfettamente triangolari, di colore argentato, del tipo con ala a delta ma senza cupolino né strutture di coda; inoltre erano completamente piatti, a parte una cresta centrale che andava dal muso alla coda. In pochi secondi i tre oggetti virarono verso sinistra, passarono ad una distanza fra 300 e 700 metri dalla cabina di pilotaggio, accelerarono a grande velocità (stimata dai testimoni intorno ai 3.000 km/h) e sparirono alla loro vista. Arrivati a Colorado Springs, i piloti fecero rapporto sull'avvistamento.

## Indagini
Il Quartier Generale dell'Air Defence Command inoltrò il rapporto ai responsabili del Progetto Blue Book, che indagarono in proposito. Furono analizzati i piani di volo di tutti gli aerei civili e militari, ma non risultò che qualche aereo fosse presente in zona al momento dell'avvistamento. Dato che McGinn e Barton erano due piloti molto esperti, fu escluso che potessero avere riportato erroneamente l'avvistamento di caccia F-86, dato che conoscevano molto bene quel tipo di aereo.
Fu accertato che i pochi aerei con ala a delta dell'USAF erano in quel periodo temporaneamente fuori servizio, mentre gli aerei analoghi dell'U.S. Navy in servizio sulla costa occidentale erano di colore blu e non argento, ma comunque non si trovavano nella zona. Furono analizzati anche i programmi di lancio di palloni meteorologici nella zona di Carson Sink, ma non fu trovato nulla che corrispondesse all'avvistamento dei due piloti.
Alla fine, il caso fu classificato come "non spiegato".